# Exploding Plastic Inevitable

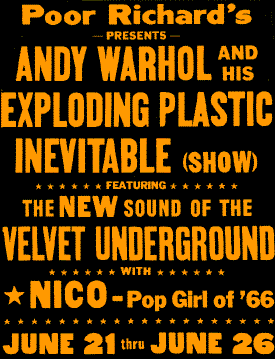
Cartel promocional para el Exploding Plastic Inevitable en Chicago, 21-26 de junio de1966.

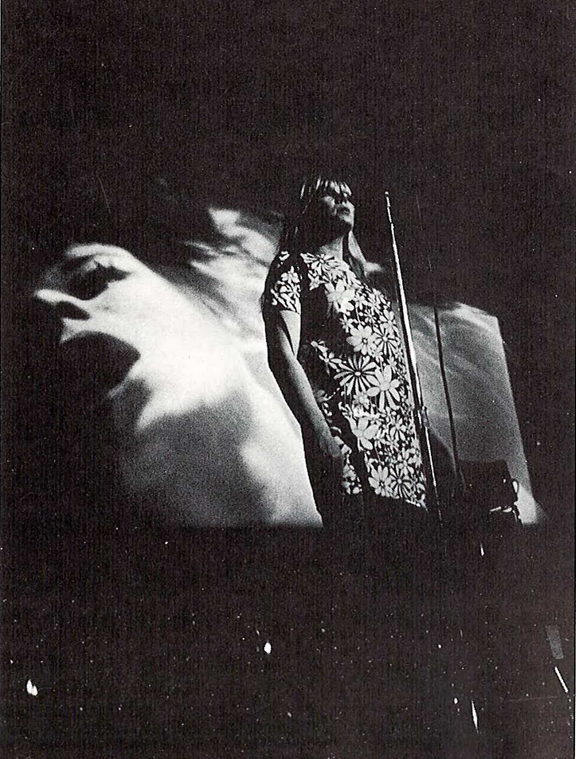
Performance de Exploding Plastic Inevitable de Ann Arbor

Exploding Plastic Inevitable, a veces llamado Plastic Inevitable o EPI, fue una serie de actos de multimedia organizada por el artista estadounidense Andy Warhol entre 1966 y 1967. Entre ellas se encontraban actuaciones musicales de The Velvet Underground y Nico, proyecciones de películas de Warhol, danza y la actuación de los habituales de The Factory de Warhol, especialmente Mary Woronov y Gerard Malanga. 
Andy Warhol's Exploding Plastic Inevitable es también el título de una película de 18 minutos de Ronald Nameth con grabaciones de una semana de actuaciones de los espectáculos que fueron filmadas en Chicago, Illinois, en 1966. En diciembre de ese mismo año Warhol incluyó una revista - solo una vez- que llamó The Plastic Exploding Inevitable como parte de la Aspen Núm. 3.
Exploding Plastic Inevitable tuvo sus principios en un acontecimiento organizado el 13 de enero de 1966 en una cena de la Sociedad de Nueva York para Clínico Psychiatry. Este evento, llamado "Up-Tight",  incluyó  actuaciones de The Velvet Underground y Nico, además de Malanga y Edie Sedgwick como bailarines y Barbara Rubin como artista de performance. Los espectáculos inaugurales se celebraron en el Dom de Nueva York en abril de 1966, y fueron anunciados en The Village Voice como sigue: «El sueño de plata de la fábrica presenta The Exploding Plastic Inevitable con Andy Warhol/ The Velvet Undergroundo/y Nico.» Los espectáculos también se presentaron en The Gymnasium en Nueva York y en varias ciudades de los Estados Unidos.
El ingeniero de luces de Andy Warhol, Danny Williams fue pionero de muchas innovaciones que se han convertido desde entonces en una práctica estándar en los juegos de luces en los espectáculos de música música de rock.